# الجليدات (حرارة)
الجليدات هي إحدى مشيخات المملكة المغربية، تتبع جغرافيا لإقليم آسفي وإداريًا لحرارة. يقدر عدد سكانها بـ 3048 نسمة حسب الإحصاء الرسمي للسكان والسكنى لسنة 2004.